# Jablonskia
Jablonskia, monotipski biljni rod iz porodice filantusovki (Phyllanthaceae) čiji jedini predstavnik J. congesta, fanerofit ili nanofanerofit koji raste u tropskoj Južnoj Americi, u Venezueli, sjevernom Brazilu, Surinamu, Peruu, Gvajani, Ekvadoru i Kolumbiji; Francuskoj Gijani (?), 
J. congesta nekada je bila klasificirana u rodove Acidoton i Securinega.